# Żagań
Żagań (germana Sagan, ceha Záhaň) este un oraș în Polonia, în voievodatul Lubusz. Orașul are o populație de 25.265 locuitori (2020). Żagań este o capitală de comuna Żagań și județul Żagań. Prima sa mențiune în 1202.

## Geografie și suprafață
- suprafața orașului: 39,92 km² (3,53% de suprafața județului)

## Biologie
- Zaganul este o pasare asemanatoare vulturilor si condorilor care traia in muntii din Romania. Vanatorii austrieci au exterminat aceasta specie in secolul 19.

## Cultură
- Palatul Culturii din Żagań